# Bjarne Aas
Bjarne Aas (Oslo, 1886. február 28. – Fredrikstad, 1969. március 29.) norvég mérnök, vitorlázó, jachttervező és hajóépítő. Oslóban született Henrik Ernst Aas és Anette Sofie Sørensen gyermekekként. V. Erzsébet nevű hajója aranyérmet nyert az 1924. évi nyári olimpiai játékokon. Legfőképp az International One Design (IOD) hajóosztály atyaként ismert. 1957-ben megkapta a Szent Olav-rend első osztályát.

## Fordítás
- Ez a szócikk részben vagy egészben  a   Bjarne Aas című angol Wikipédia-szócikk ezen változatának fordításán alapul.  Az eredeti cikk szerkesztőit annak laptörténete sorolja fel. Ez a jelzés csupán a megfogalmazás eredetét és a szerzői jogokat jelzi, nem szolgál a cikkben szereplő információk forrásmegjelöléseként.